# Carretera Federal 11
La Carretera Federal 11, es una carretera mexicana que recorre el Sur del estado de Baja California Sur, inicia en La Paz y termina en el puerto de Pichilingue, tiene una longitud de 23 km.
Las carreteras federales de México se designan con números impares para rutas Norte-Sur y con números pares para las rutas Este-Oeste. Las designaciones numéricas ascienden hacia el Sur de México para las rutas Norte-Sur y ascienden hacia el Este para las rutas Este-Oeste. Por lo tanto, la carretera federal 11, debido a su trayectoria de Norte-Sur, tiene la designación de número impar, y por estar ubicada en el Norte de México le corresponde la designación N° 11. 

## Trayectoria

### Baja California Sur
- La Paz – Carretera Federal 1
- Pichilingue